# Moscone Center

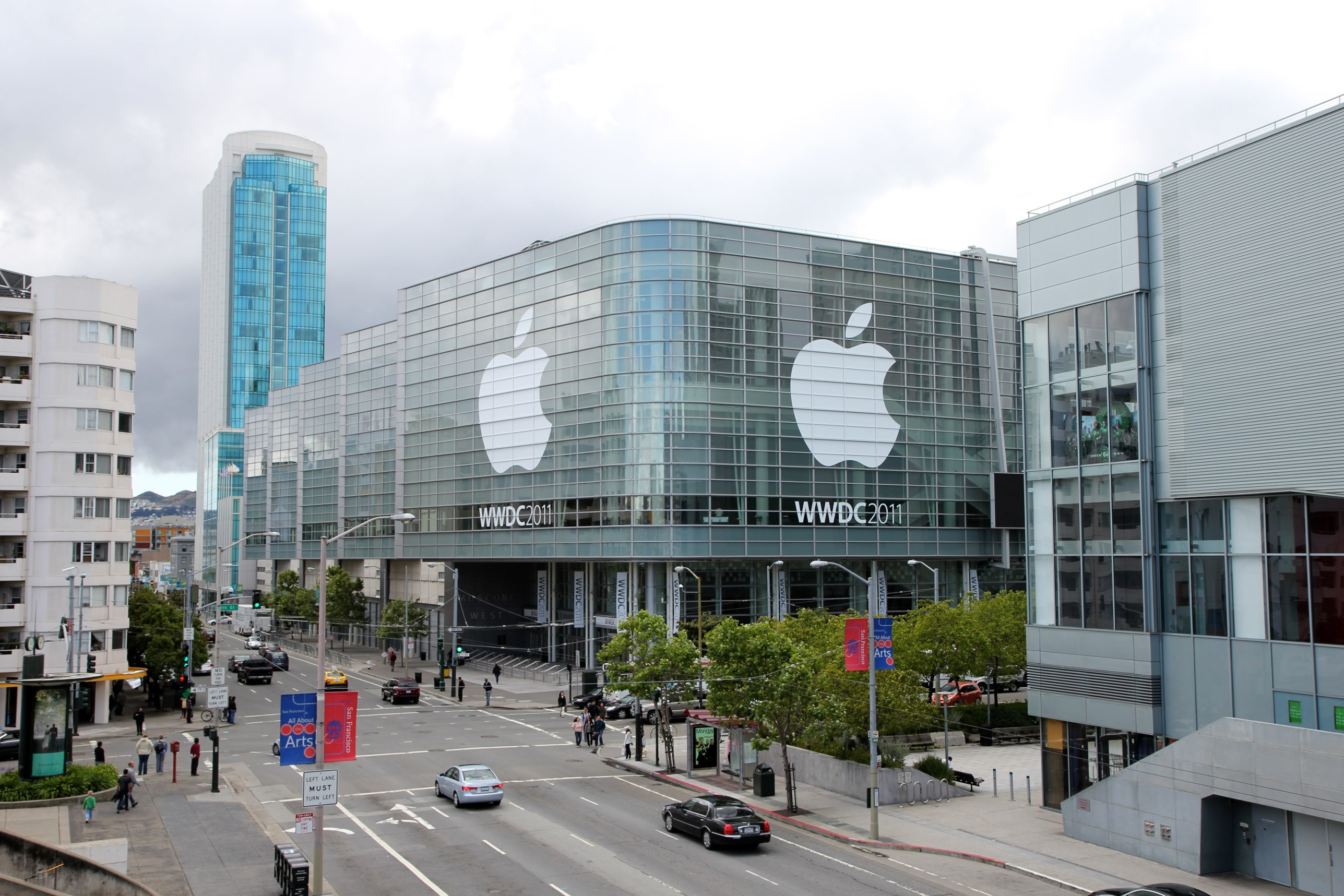
Moscone West durante a Apple Worldwide Developers Conference em 2011

O George R. Moscone Convention Center, também conhecido como Moscone Center, é o maior complexo de convenções e exposições de São Francisco, na Califórnia, Estados Unidos. Ele ocupa três quarteirões e 87 acres (35 ha) no bairro  South of Market. O complexo foi inaugurado em 1981 em homenagem a George Moscone, o ex-prefeito de São Francisco que foi morto a tiros em novembro de 1978. O projeto arquitetônico foi feito por uma equipe da Hellmuth, Obata & Kassabaum sob a liderança de Bill Valentine [en]. Para reduzir o impacto visual do centro de convenções, que era controverso na época, o salão de exposições foi construído no subsolo.
Desde a sua inauguração, o Moscone Center passou por duas expansões, em 1992 e 2003, que aumentaram o seu espaço para exposições de 27 871 metros quadrados para 83 613 metros quadrados. Os salões Moscone North e South também foram renovados entre 2010 e 2012. 
O Moscone Center é um dos locais mais procurados para eventos importantes, como a Macworld Expo, a Oracle OpenWorld, a Game Developers Conference, a RSA Conference e a Dreamforce. O centro de convenções também apareceu no filme The Net (bra A Rede), de 1995, estrelado por Sandra Bullock.